# 贵定县
贵定县是中华人民共和国贵州省黔南布依族苗族自治州下属的一个县。面积1631平方公里，2012年人口30万。邮政编码551300，县政府驻：宝山街道。

## 历史沿革
唐玄宗天宝元年（公元742年），改黔中都督府（道的派出机构）为黔中郡，多乐县改隶黔中郡。
宋初（公元961年），贵定地区为土著豪族（宋时后称贵州少数民族为苗蛮）所据，筑土城守之，号曰“麦新城”，此为贵定建城之始。
明万历三十六年（公元1608年），析新贵县之平伐司、定番州之丹平司、龙里卫之把平司及大平伐司地置县，取新贵之贵、定番之定合称贵定县。为贵阳府附廓，治所今昌明区旧治乡。
清宣统元年（公元1909年），贵定县隶黔中道，撤五牌，设八个区，将原五牌分属八个区。
民国三十八年（公元1949年），将贵定县由省辖县划出设贵定专区驻贵定。陈化淳任专员公署专员，未到任，贵定即解放。
1949年11月12日，中国人民解放军二野五兵团十六军一三八团解放贵定，并实行军事管制，11月18日成立贵定县人民政府，地址仍在今公安局，隶贵阳专区。
1952年11月，贵阳专区改为贵定专区，专员公署设贵定。同年，在原四个区的基础上，将全县划为六个区。
1956年5月，撤贵定专区，贵定县划归安顺专区。
1958年12月划归黔南布依族苗族自治州。1958年12月，龙里县并入贵定县，县政府驻贵定城关镇。
1961年8月，恢复龙里县，贵定县仍维持并县前的行政区域。

## 行政区划
贵定县下辖2个街道办事处、6个镇：
金南街道、宝山街道、德新镇、新巴镇、盘江镇、沿山镇、昌明镇和云雾镇。
贵定县以前辖8鎮、12鄉，分别为城关镇、盘江镇、沿山镇、旧治镇、昌明镇、平伐镇、德新镇、新巴镇、定东乡、定南乡、岩下乡、猴场堡乡、铁厂乡、都六乡、洛北河乡、新铺乡、抱管乡、巩固乡、窑上乡。
2014年2月25日，贵州省人民政府批准贵定县部分乡镇行政区划调整，最终设立2个街道办事处，6个镇。

## 交通

### 铁路
- 沪昆铁路过境贵定站，该站位于本县宝山街道境内，在县城内，为三等客运站
- 沪昆高速铁路过境贵定北站，该站位于本县宝山街道境内，距离县城6公里，为三等客运站
- 贵广高速铁路过境贵定县站，该站位于本县昌明镇境内，距离县城33公里，为三等客运站
- 黔桂铁路过境贵定南站，该站位于本县昌明镇境内，距离县城33公里，为三等客运站

### 高速
- 厦蓉高速
- [[error]]
- 兰海高速贵新段

### 公路
- 210国道
- 320国道
- 656国道
- 304省道

## 特产
贵定益肝草凉茶：中国地理标志产品。